# لسونا
لسونا (به ایتالیایی: Lessona) یک کومونه در ایتالیا است که در استان بیه‌لا واقع شده‌است.

## خصوصیات
لسونا ۱۱٫۷ کیلومترمربع مساحت و ۲٬۴۸۷ نفر جمعیت دارد.